# Ekerö
Ekerö é uma pequena cidade sueca da província histórica da Uppland.
Tem cerca de 10 000 habitantes, e é sede do município de Ekerö.
Ekerö é principalmente um local de residência, trabalhando uma grande parte dos seus habitantes em Estocolmo. 

## Personalidades ligadas a Ekerö
- Carlos XVI Gustavo, rei da Suécia
- Ludmila Engquist, antiga atleta
- Agnetha Fältskog, antiga cantora (ex-ABBA)
- Madalena da Suécia, (Princesa da Suécia), filha mais nova do rei Carlos XVI Gustavo e sua esposa a Rainha Silvia Sommerlath